# Kita Kazuma
Kazuma Kita (sinh ngày 21 tháng 12 năm 1981) là một cầu thủ bóng đá người Nhật Bản.

## Sự nghiệp câu lạc bộ
Kazuma Kita đã từng chơi cho Thespakusatsu Gunma.